# Toyota/Save Mart 350
Das Toyota/Save Mart 350 ist ein Rennen der NASCAR Cup Series und wird auf dem Sonoma Raceway in Sonoma, Kalifornien ausgetragen. Es ist eines der wenigen Rennen, die nicht auf einem Ovalkurs, sondern einem Straßenkurs mit zwölf Kurven und einer Länge von 1,99 Meilen (3,22 km) ausgetragen wird. Aufgrund dieser Situation kommen im Rennen häufig sogenannte Road Course Ringer zum Einsatz, die die Stammfahrer bei schlechter platzierten Teams ersetzen.

## Geschichte

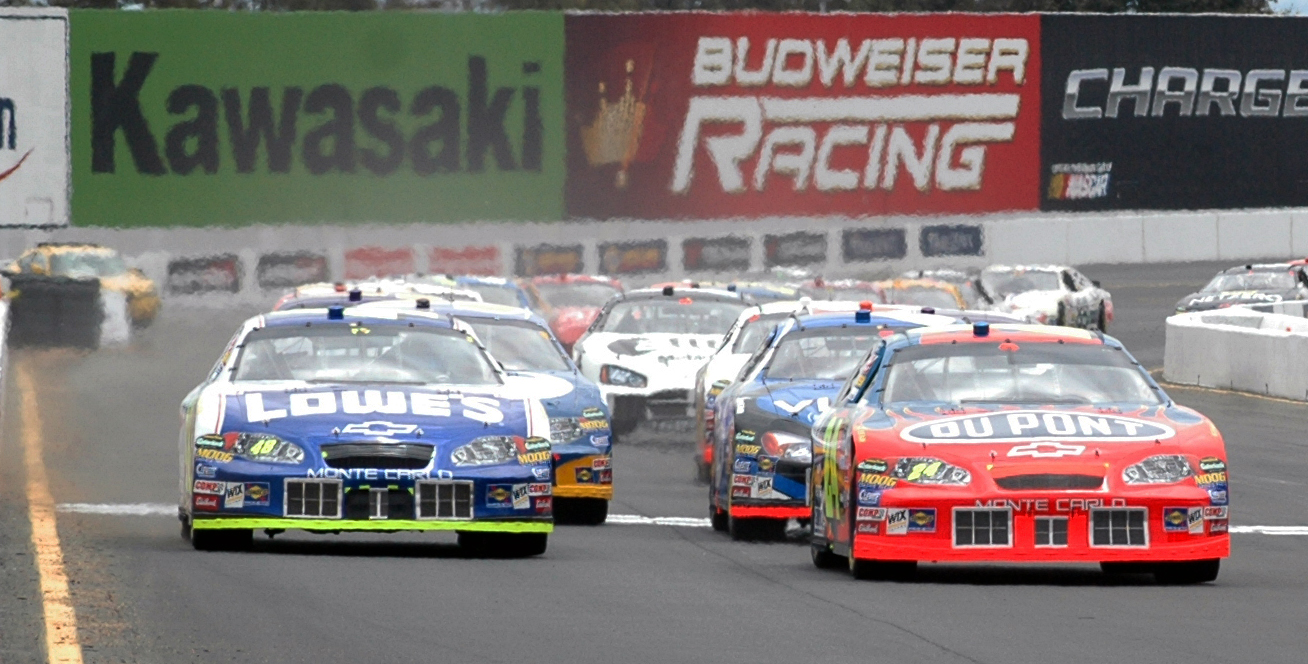
Rennstart im Jahr 2005

Das erste Rennen fand im Jahre 1991 mit 62'000 Zuschauern statt und sorgte direkt für einen kontroversen Zieleinlauf. Ricky Rudd, der die Ziellinie als erster überquerte, wurde mit einer Zeitstrafe von fünf Sekunden bestraft, da er eine Runde vor Schluss den bis dato führenden Davey Allison von hinten aus dem Weg rammte. Aufgrund dieser Strafe fiel Rudd auf den zweiten Platz zurück und Allison wurde zum Sieger erklärt. 
Für die Saison 1998 wurde die Streckenführung für das NASCAR-Rennen verändert. Anstelle der gesamten Länge von 2,52 Meilen wurde eine verkürzte Anbindung mit einer Länge von 1,99 Meilen gefahren, die die Kurven fünf und sechs auslässt. Diese verkürzte Anbindung wurde 2001 erneut modifiziert und ist seitdem 2,0 Meilen lang.
Von 1989 bis 2001 war die Boxengasse so kurz, dass sie nur aus 34 Boxen bestand. In diesen Jahren waren einige Teams daher gezwungen, sich eine Box zu teilen. Erst nachdem Wagen aus dem Rennen ausschieden, wurden die dadurch freigewordenen Boxen den Teams zugeteilt, die sich Boxen teilen mussten. Nach einigen Jahren wurde eine Behelfsboxengasse im Inneren der Haarnadelkurve vor Start und Ziel eingerichtet, in der die Wagen auf den Startplätzen 36 bis 43 ihre Box hatten. Da diese Boxengasse aber wesentlich kürzer war als die reguläre Boxengasse, wurden die Wagen, die durch sie fuhren, für 15 bis 20 Sekunden angehalten, damit sie ähnlich lange wie die Wagen in der regulären Boxengasse benötigten. Die Boxengasse im Inneren der Haarnadelkurve bedeutete zudem weitere Unbehaglichkeiten: Während des Rennens waren die Teammitglieder in der Kurve eingeschlossen. Alle Reparaturen mussten hier vorgenommen werden, da keine Möglichkeit bestand, zu den Garagen zu kommen. Somit konnten auch keine Ersatzteile von dort besorgt werden. 

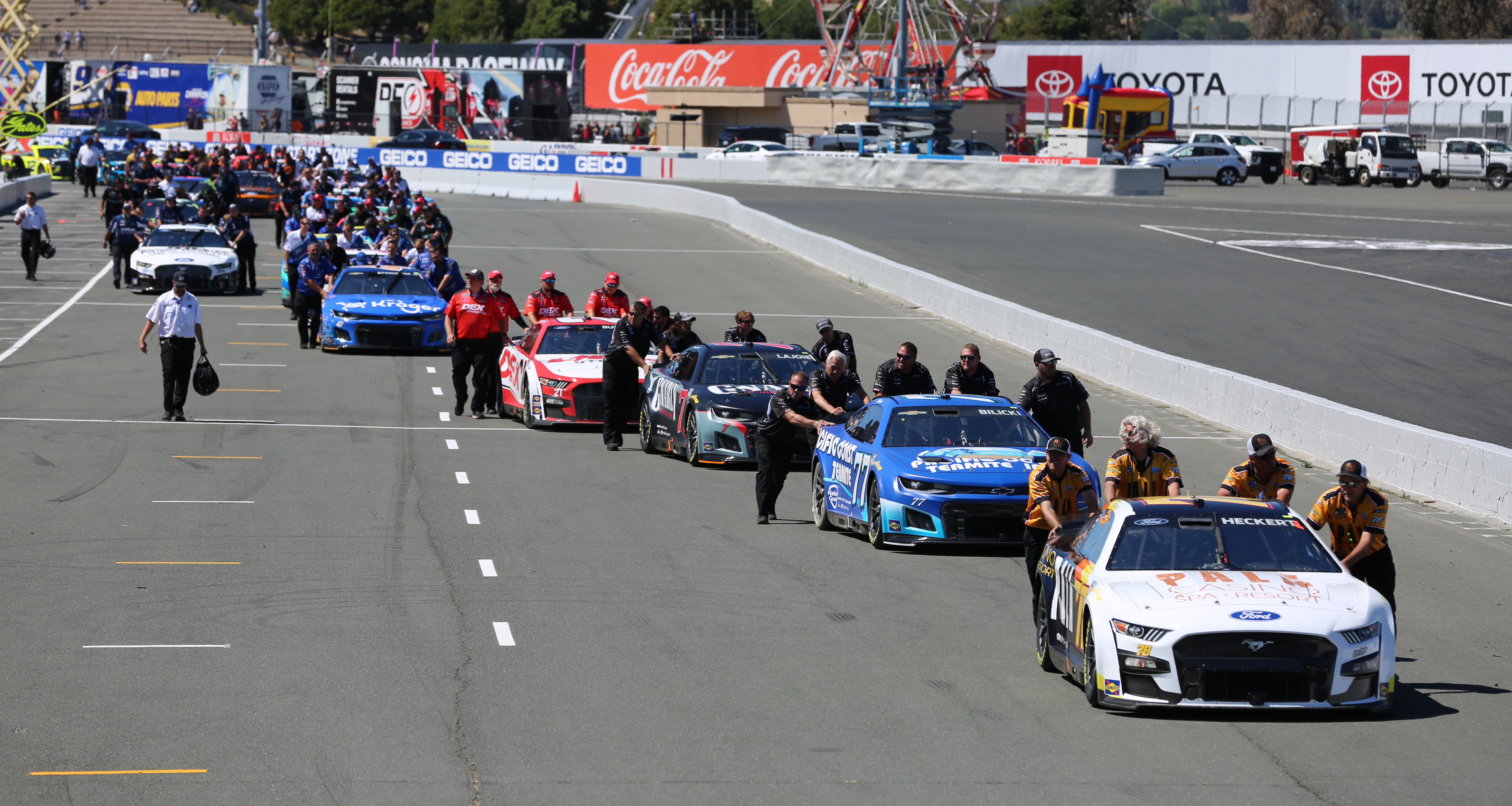
Wagen in der Boxengasse nach dem Qualifying 2022

Für die Saison 2002 wurde die reguläre Boxengasse umgebaut, um alle 43 Wagen aufnehmen zu können. Die Befehlsboxengasse wurde danach aufgegeben. Gleichzeitig mit diesem Umbau wurde auch die Zielgerade von der Dragster-Beschleunigungsstrecke getrennt, wodurch sich die Rundenlänge auf 1,99 Meilen reduzierte.
2001 wurde ebenfalls die Strecke auf eine Länge von 3,2 Kilometern (1,99 Meilen) gekürzt. Zum 50. Jubiläum des Rennens wurde es 2019 wieder auf dem originalen 2,52-Meilen-Kurs ausgetragen.
In Folge der COVID-19-Pandemie wurde das Rennen im Jahr 2020 nicht ausgetragen.
2022 wurde das Streckenlayout so verändert das die Strecke wieder über den Streckenabschnitt "Chute" geht.

## Liste der Sieger
| Jahr | Fahrer              | Team                       |
| ---- | ------------------- | -------------------------- |
| 1989 | Ricky Rudd          | King Racing                |
| 1990 | Rusty Wallace       | Blue Max Racing            |
| 1991 | Davey Allison       | Robert Yates Racing        |
| 1992 | Ernie Irvan         | Morgan-McClure Motorsports |
| 1993 | Geoffrey Bodine     | Bud Moore Engineering      |
| 1994 | Ernie Irvan         | Robert Yates Racing        |
| 1995 | Dale Earnhardt      | Richard Childress Racing   |
| 1996 | Rusty Wallace       | Team Penske                |
| 1997 | Mark Martin         | Roush Racing               |
| 1998 | Jeff Gordon         | Hendrick Motorsports       |
| 1999 | Jeff Gordon         | Hendrick Motorsports       |
| 2000 | Jeff Gordon         | Hendrick Motorsports       |
| 2001 | Tony Stewart        | Joe Gibbs Racing           |
| 2002 | Ricky Rudd          | Robert Yates Racing        |
| 2003 | Robby Gordon        | Richard Childress Racing   |
| 2004 | Jeff Gordon         | Hendrick Motorsports       |
| 2005 | Tony Stewart        | Joe Gibbs Racing           |
| 2006 | Jeff Gordon         | Hendrick Motorsports       |
| 2007 | Juan Pablo Montoya  | Chip Ganassi Racing        |
| 2008 | Kyle Busch          | Joe Gibbs Racing           |
| 2009 | Kasey Kahne         | Richard Petty Motorsports  |
| 2010 | Jimmie Johnson      | Hendrick Motorsports       |
| 2011 | Kurt Busch          | Team Penske                |
| 2012 | Clint Bowyer        | Michael Waltrip Racing     |
| 2013 | Martin Truex junior | Michael Waltrip Racing     |
| 2014 | Carl Edwards        | Roush Fenway Racing        |
| 2015 | Kyle Busch          | Joe Gibbs Racing           |
| 2016 | Tony Stewart        | Stewart-Haas Racing        |
| 2017 | Kevin Harvick       | Stewart-Haas Racing        |
| 2018 | Martin Truex Jr.    | Furniture Row Racing       |
| 2019 | Martin Truex Jr.    | Joe Gibbs Racing           |
| 2020 | Nicht ausgetragen   |                            |
| 2021 | Kyle Larson         | Hendrick Motorsports       |
| 2022 | Daniel Suárez       | Trackhouse Racing          |
| 2023 | Martin Truex Jr.    | Joe Gibbs Racing           |
| 2024 | Kyle Larson         | Hendrick Motorsports       |